# Orthocladius paluster
Orthocladius paluster är en tvåvingeart som först beskrevs av Jean-Jacques Kieffer 1924.  Orthocladius paluster ingår i släktet Orthocladius och familjen fjädermyggor. Inga underarter finns listade i Catalogue of Life.